# دوچو
دوچو (ایتالیایی: Duccio; c. ۱۲۵۵–۱۲۶۰ – c. ۱۳۱۸–۱۳۱۹) یک نقاش اهل سیه‌نا، توسکانی ایتالیا در اواخر قرن سیزدهم و اوایل قرن چهاردهم میلادی بود. وی در طول زندگی استخدام شد تا کارهای مهم بسیاری را در ساختمان‌های دولتی و مذهبی در سراسر ایتالیا به پایان برساند. دوچو با نام اصلی دوچو دی بوانینسنیا (به ایتالیایی: Duccio di Buoninsegna) یکی از بزرگترین نقاشان ایتالیایی قرون وسطایی به حساب می‌آید. ایجاد سبک‌های نقاشی ترچنتو و مکتب سینیزه به او نسبت داده شده‌است. وی همچنین سهم به سزایی در پیشرفت سبک گوتیک سینیزه داشته‌است.

## نگارخانه

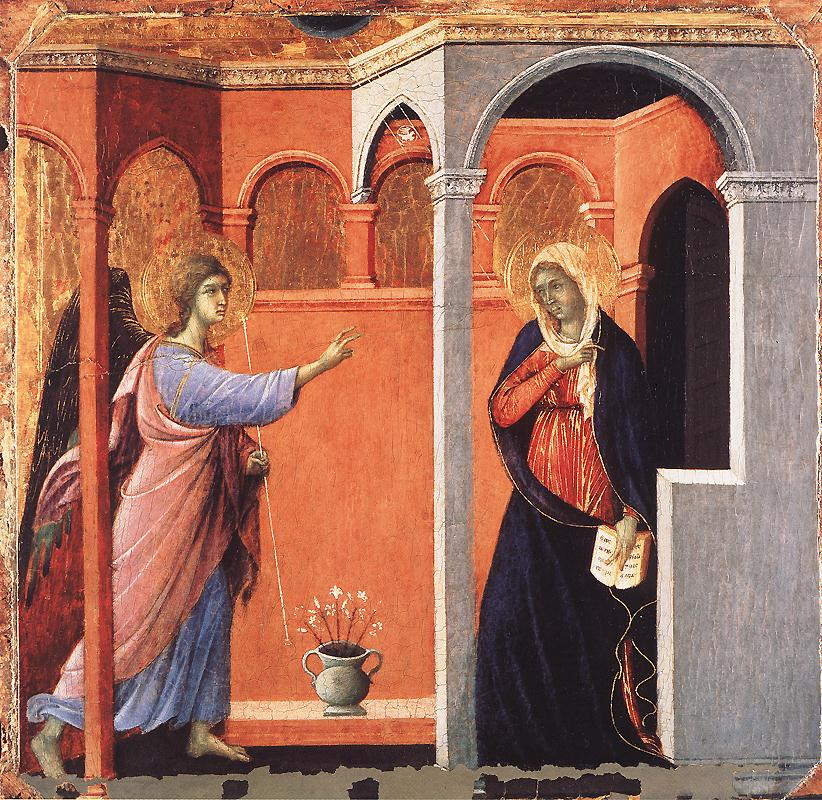
عید تبشیر
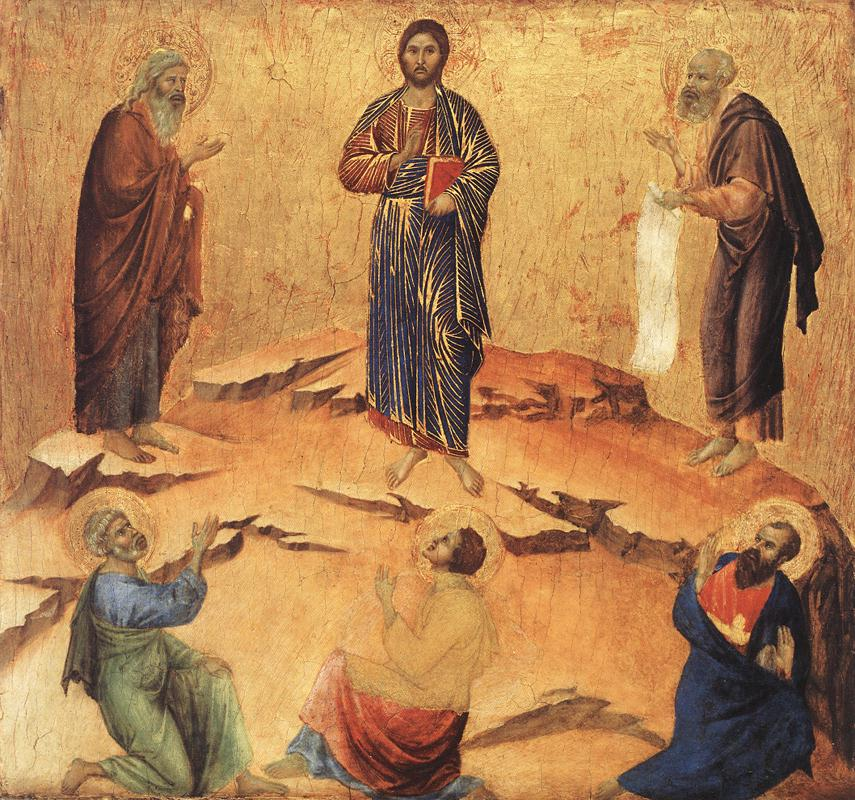
دگر سیمایی
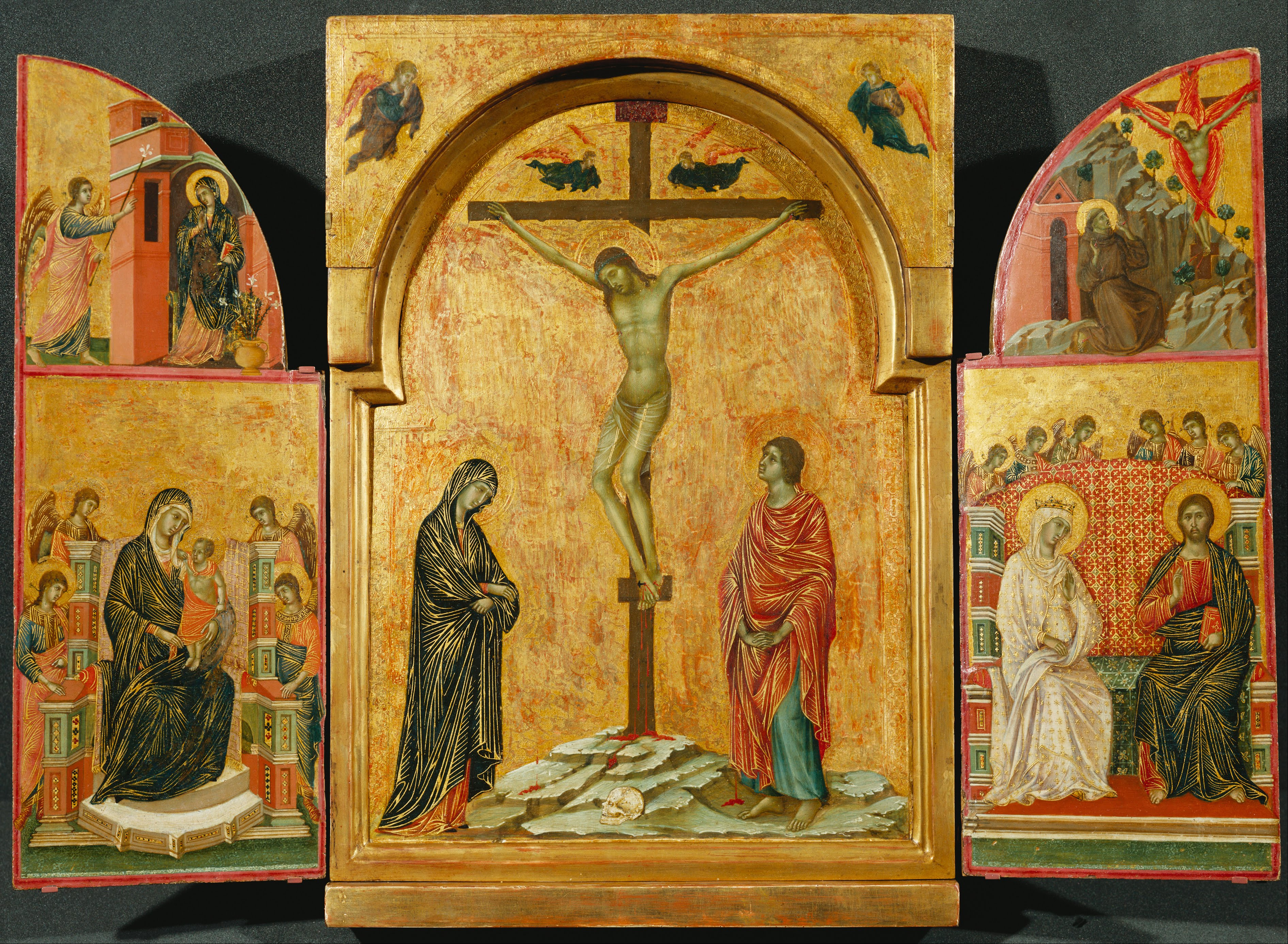
تصویر سه گانه عیسی بر بالای صلیب
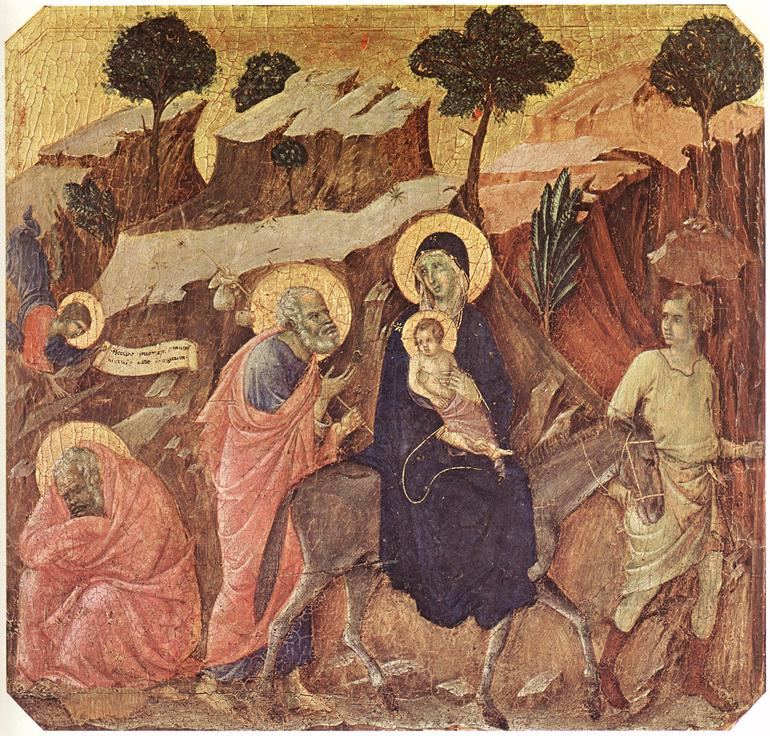
پرواز به مصر
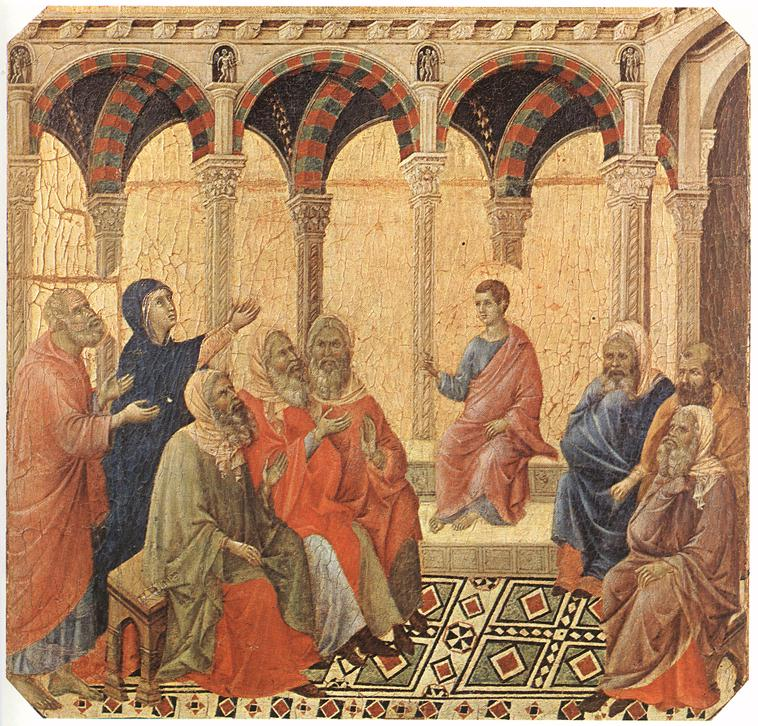
مناظره با پزشکان
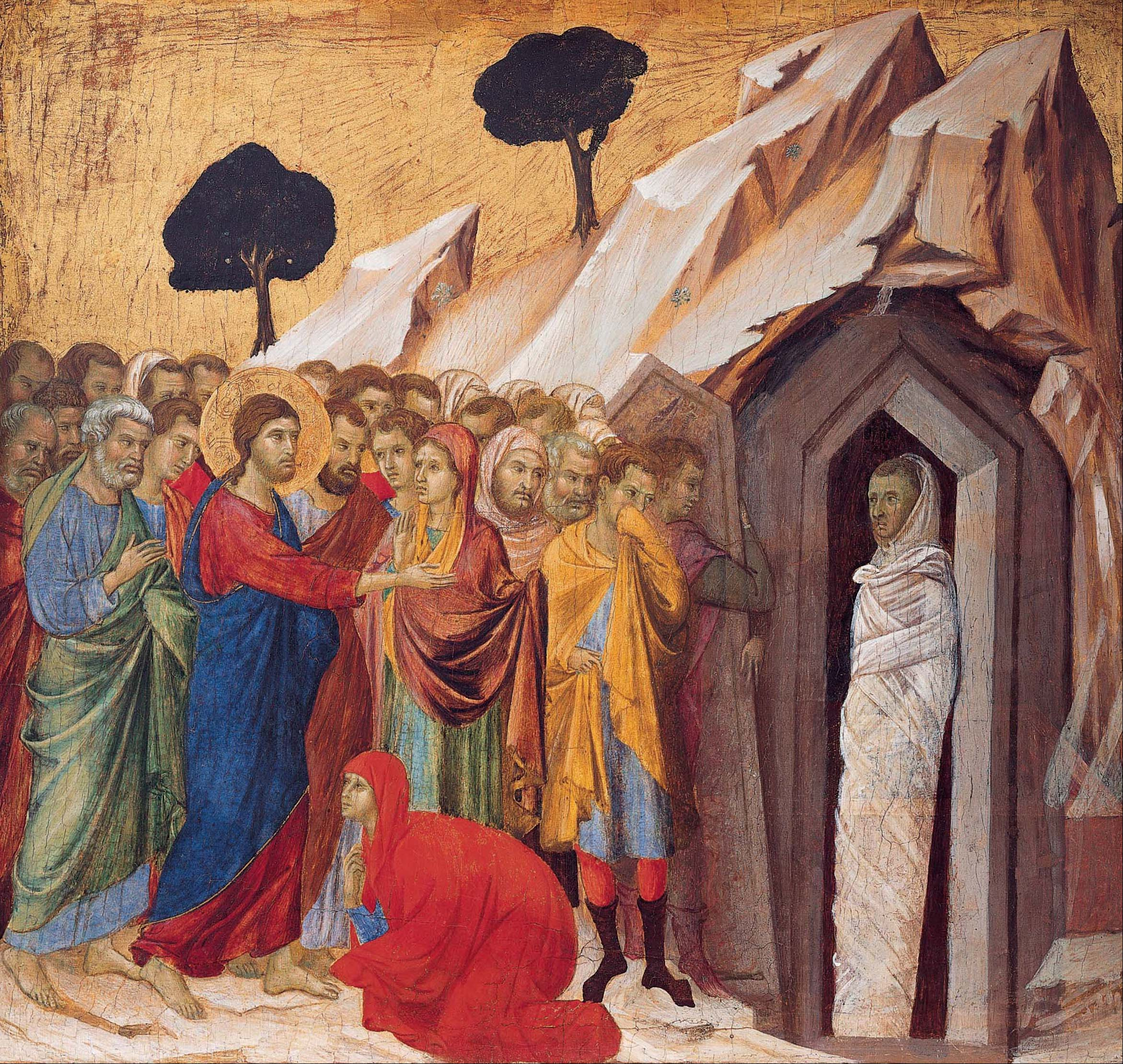
ظهور لازاروس
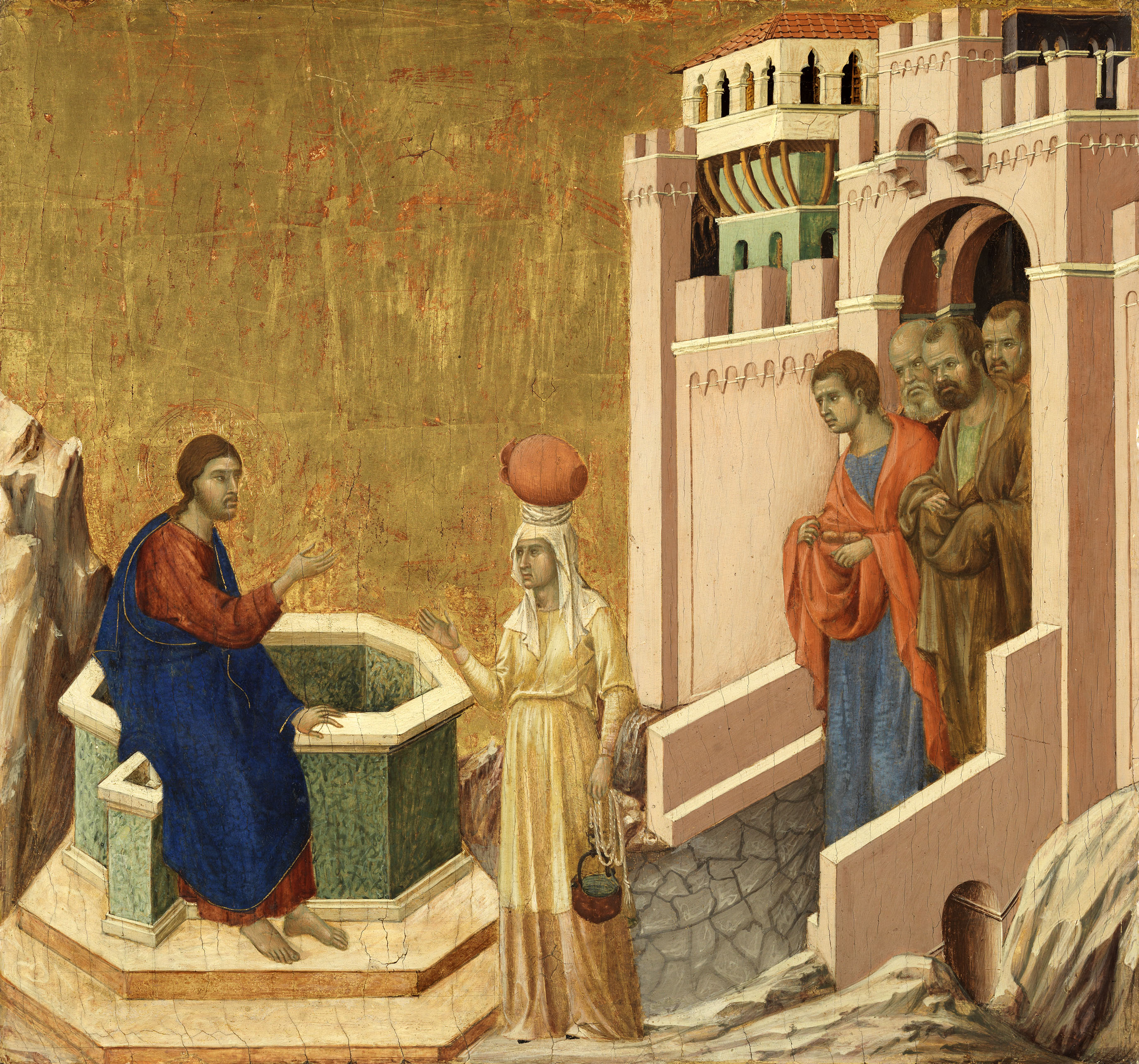
مسیح و زن ساماری
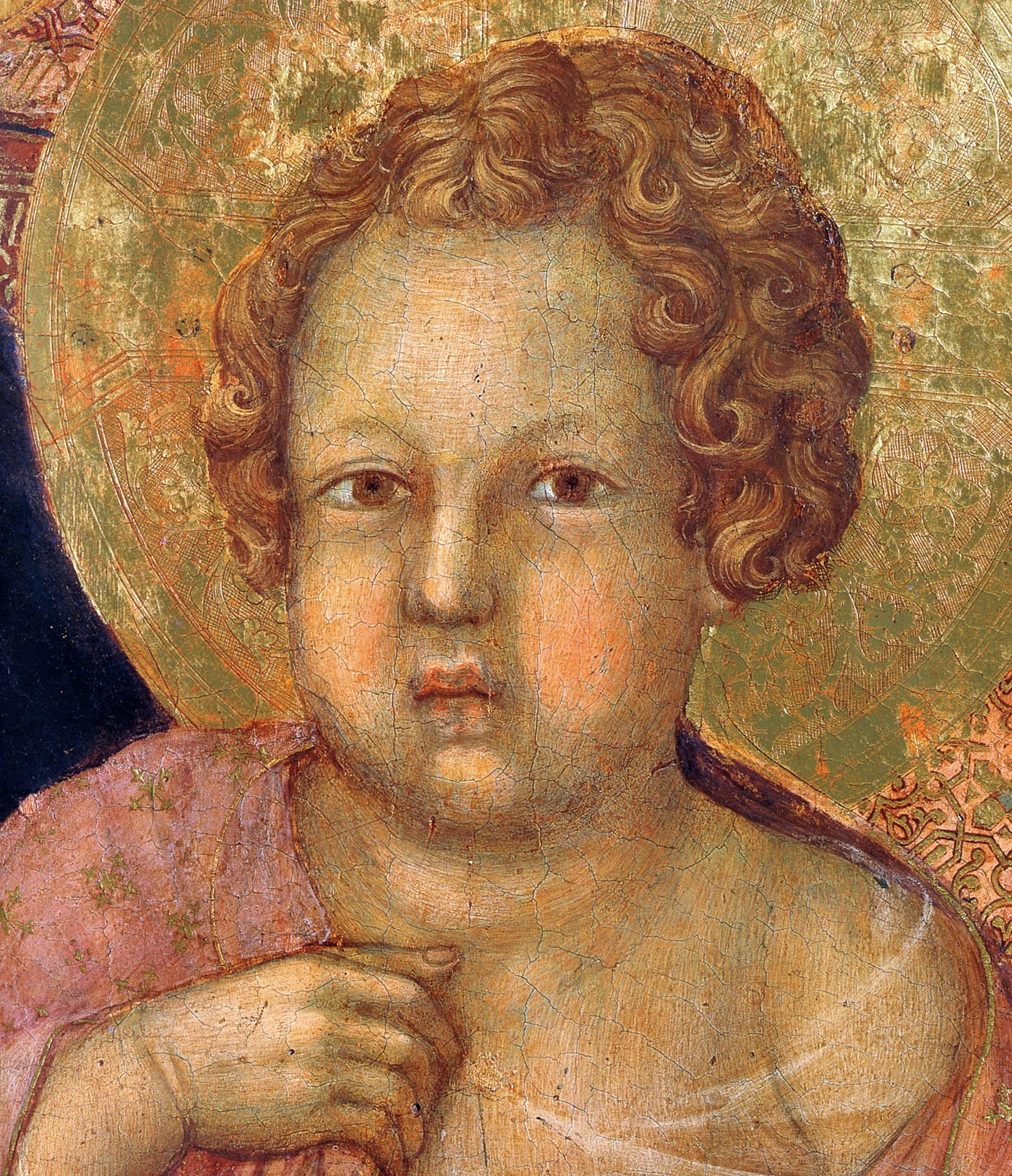
جزئیات مایستا
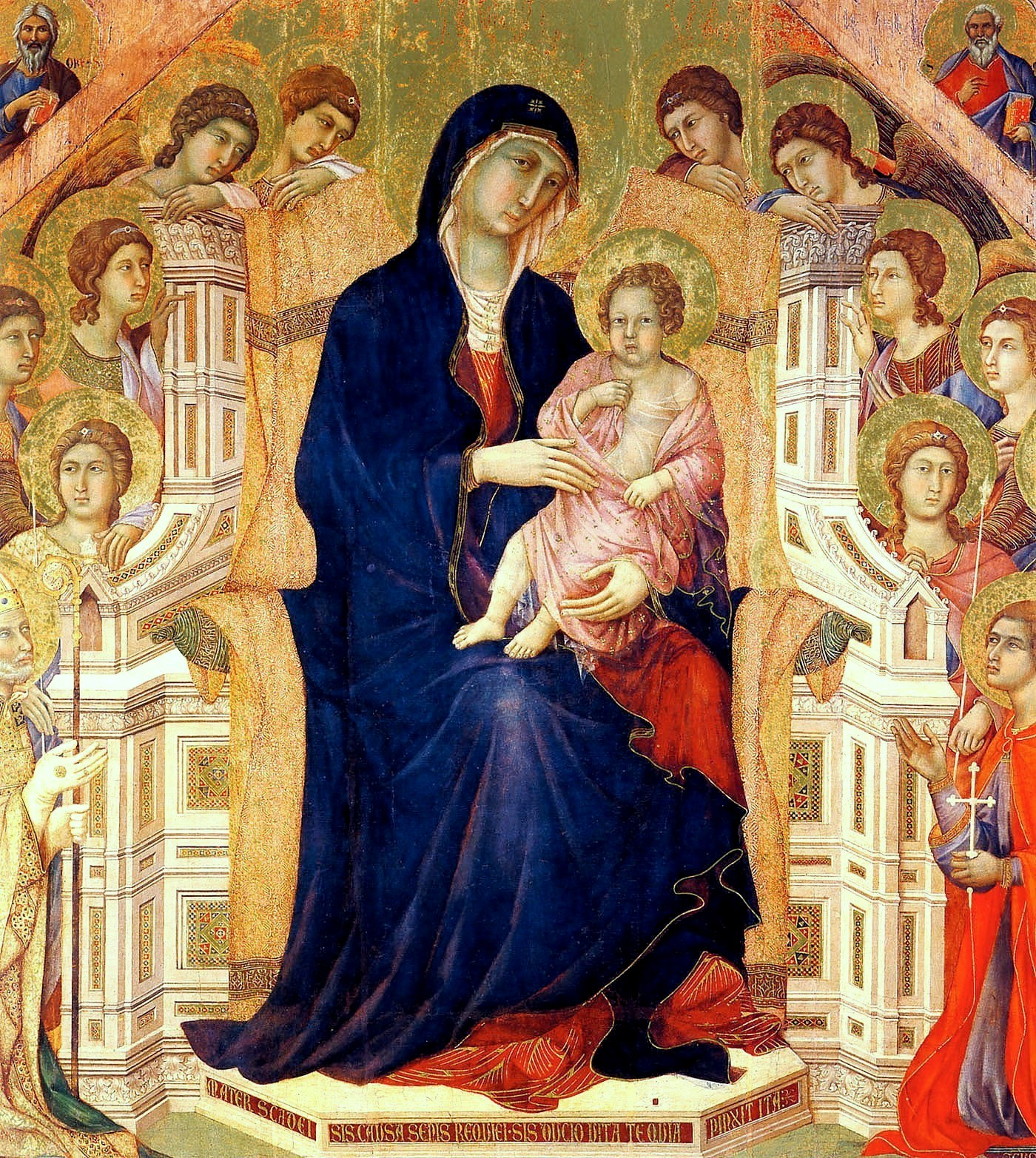
روچلای مادونا